# Scuderia Serenissima
Scuderia Serenissima y Scuderia SSS Republica di Venezia fueron los nombres utilizados por Giovanni Volpi para inscribir sus propios automóviles en la Fórmula 1 y en carreras de autos deportivos a principios de la década de 1960.

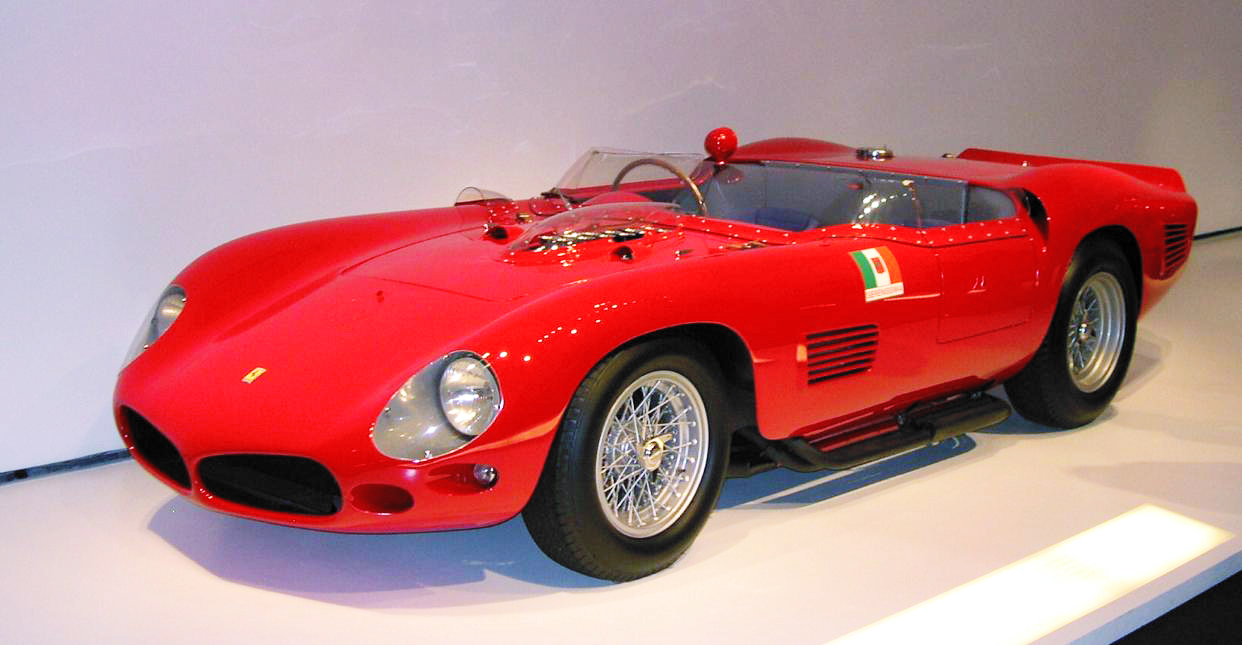
Ferrari 250 TR de 1961 modificado por Giotto Bizzarrini para la Scuderia Serenissima de Giovanni Volpi.

Scuderia Serenissima era un equipo de carreras de autos a principios de la década de 1960. Financiado por Giovanni Volpi, Serenissima usó Ferraris con mucho éxito hasta que el Volpi financió la compañía de exempleados exiliados de Ferrari, ATS. A partir de entonces, Enzo Ferrari ya no vendería sus autos a Serenissima, por lo que la empresa recurrió a De Tomaso, ATS y Maserati. Volpi, y por lo tanto Serenissima, detuvo las operaciones de automóviles en 1970.

## Fórmula 1
En 1961, la Scuderia Serenissima ingresó al Campeonato Mundial de Fórmula 1. Primero inscribieron un Cooper T51 para Maurice Trintignant en el Gran Premio de Mónaco de 1961, donde terminó séptimo. En Bélgica, Trintignant se retiró en la vuelta 23 con una caja de cambios rota después de haber clasificado su coche en el puesto 19. En el Gran Premio de Francia, la Scuderia Serenissima inscribió dos autos. De nuevo el Cooper para Trintignant y un De Tomaso para Giorgio Scarlatti. Trintignant terminó en el puesto 13, mientras que Scarlatti se retiró en la vuelta 15 cuando se le averió el motor. En el Gran Premio de Alemania, Trintignant se retiró en la vuelta 12 cuando se le averió el motor. En Italia, Serenissima inscribió nuevamente dos autos, el Cooper para Trintignant y un De Tomaso para Nino Vaccarella. Trintignant terminó la carrera en noveno lugar y Vaccarella se retiró en la vuelta 13 cuando se le averió el motor. En 1962, ahora llamada Scuderia SSS Republica di Venezia, ingresaron autos para Nino Vaccarella. En Mónaco, Vaccarella no logró clasificarse para la carrera. Tres carreras más tarde en Alemania, Vaccarella terminó en el puesto 15. En la última carrera de la Scuderia en Italia, Vaccarella terminó en noveno lugar. En 1966 Serenissima suministró motores a McLaren. Y en el Gran Premio de Gran Bretaña de 1966, Bruce McLaren terminó en sexto lugar, anotando un punto en el Campeonato Mundial.

## Carreras de autos deportivos
En 1963, Volpi comenzó a desarrollar su propio prototipo de automóvil GT, el Jungla GT. Utilizaba un nuevo motor V8, diseñado por Alberto Massimino, con carrocería cerrada de Francesco Salomone (construida por Gran Sport). Fantuzzi construyó una versión abierta posterior. También en 1968, Volpi prestó cierta atención a la idea de construir un automóvil GT serio, esta vez con la ayuda de Ghia Studios, que se conoció como el Ghia coupé, un automóvil único equipado con un Alf Francais M176 V8 de 3.0L.

## Resultados

### Fórmula 1
(Clave) (negrita indica pole position) (cursiva indica vuelta rápida)

| Año     | Chasis                           | Motor                                                                  | Neu. | Pilotos             | 1   | 2   | 3   | 4   | 5   | 6   | 7   | 8   | 9   |
| ------- | -------------------------------- | ---------------------------------------------------------------------- | ---- | ------------------- | --- | --- | --- | --- | --- | --- | --- | --- | --- |
| 1961    | Cooper T51 De Tomaso F1          | Maserati 6-1500 1.5 L4 O.S.C.A. 372 1.5 L4 Alfa Romeo Giulietta 1.5 L4 | D    |                     | MON | NED | BEL | FRA | GBR | GER | ITA | USA |     |
| 1961    | Cooper T51 De Tomaso F1          | Maserati 6-1500 1.5 L4 O.S.C.A. 372 1.5 L4 Alfa Romeo Giulietta 1.5 L4 | D    | Maurice Trintignant | 7   |     | Ret | 13  |     | Ret | 9   |     |     |
| 1961    | Cooper T51 De Tomaso F1          | Maserati 6-1500 1.5 L4 O.S.C.A. 372 1.5 L4 Alfa Romeo Giulietta 1.5 L4 | D    | Giorgio Scarlatti   |     |     |     | Ret |     |     |     |     |     |
| 1961    | Cooper T51 De Tomaso F1          | Maserati 6-1500 1.5 L4 O.S.C.A. 372 1.5 L4 Alfa Romeo Giulietta 1.5 L4 | D    | Nino Vaccarella     |     |     |     |     |     |     | Ret |     |     |
| 1962    | Lotus 18/21 Lotus 24 Porsche 718 | Climax FPF 1.5 L4 Porsche 547/3 1.5 F4                                 | D    |                     | NED | MON | BEL | FRA | GBR | GER | ITA | USA | RSA |
| 1962    | Lotus 18/21 Lotus 24 Porsche 718 | Climax FPF 1.5 L4 Porsche 547/3 1.5 F4                                 | D    | Nino Vaccarella     |     | DNQ |     |     |     | 15  | 9   |     |     |
| Fuente: |                                  |                                                                        |      |                     |     |     |     |     |     |     |     |     |     |

#### Suministrador de motores
(Clave) (negrita indica pole position) (cursiva indica vuelta rápida)

| Año     | Escudería                  | Chasis      | Motor                   | Neu. | Pilotos       | 1   | 2   | 3   | 4   | 5   | 6   | 7   | 8   | 9   | Pos. | Puntos |
| ------- | -------------------------- | ----------- | ----------------------- | ---- | ------------- | --- | --- | --- | --- | --- | --- | --- | --- | --- | ---- | ------ |
| 1966    | Bruce McLaren Motor Racing | McLaren M2B | Serenissima M166 3.0 V8 | F    |               | MON | BEL | FRA | GBR | NED | GER | ITA | USA | MEX | 12.º | 1      |
| 1966    | Bruce McLaren Motor Racing | McLaren M2B | Serenissima M166 3.0 V8 | F    | Bruce McLaren |     | DNS |     | 6   | DNS |     |     |     |     | 12.º | 1      |
| Fuente: |                            |             |                         |      |               |     |     |     |     |     |     |     |     |     |      |        |